# Приозёрное (Гусевский район)
Приозёрное (до 1935 — Гервишкемен (нем. Gerwischkehmen), до 1946 — Гервен (нем. Gerwen)) — посёлок в Гусевском городском округе Калининградской области. Входит в состав Михайловского сельского поселения.

## История
Первое упоминание о населённом пункте Гервишкемен относится к 1539 году. В 1730 году здесь было начато строительство кирхи, одновременно с чем Гервишкемен получил статус центра церковного прихода. В 1732 году в Гервишкемене начали строить водяную мельницу на реке Писсе, в 1737 году — двухклассную школу. 8 августа 1757 года Гервишкемен заняла русская армия, церковь была разрушена. В 1805 году была построена каменная кирха.
После окончания Первой мировой войны восточнее кирхи Гервишкемена был обустроен «сад героев», в котором каждому погибшему на войне односельчанину был посвящён небольшой цветник с персональной эпитафией на памятной доске.
В 1920—1923 годах в Гервишкемене на реке Писсе была построена гидроэлектростанция, работавшая до середины 1960-х. В 1938 году Гервишкемен был переименован в Гервен.
20 января 1945 года посёлок был взят воинами 144-й стрелковой дивизии, наступавшей на левом фланге 5-й армии. В 1946 году Гервен был переименован в поселок Приозёрное.

## Население
| 1910 | 1933 | 1939 | 2002 | 2010 |
| ---- | ---- | ---- | ---- | ---- |
| 523  | ↗579 | ↘573 | ↘272 | ↗295 |

## Достопримечательности
Объекты культурного наследия местного значения:
- Братская могила советских воинов, погибших в январе 1945 года;
- Кирха 1805 года.